# Seznam představitelů Vietnamu
Funkce prezidenta Vietnamu vznikla po vyhlášení nezávislé Vietnamské demokratické republiky v září 1945. V současnosti je prezident podle ústavy Socialistické republiky Vietnam z roku 1992 volen Národním shromážděním na 6 let.

## Seznam představitelů Vietnamské demokratické republiky (1945–1976) a Socialistické republiky Vietnam (1976–1992)
| Jméno          | Od               | Do               | Obrázek |
| -------------- | ---------------- | ---------------- | ------- |
| Ho Či Min      | 2. září 1945     | 3. září 1969     |         |
| Tôn Đức Thắng  | 3. září 1969     | 30. března 1980  |         |
| Nguyễn Hữu Thọ | 30. března 1980  | 4. července 1981 |         |
| Trường Chinh   | 4. července 1981 | 14. června 1987  |         |
| Võ Chí Công    | 14. června 1987  | 23. září 1992    |         |

## Seznam prezidentůVietnamské republiky(1955–1975)
- Ngô Ðình Diệm od 23. října 1955 do 2. listopadu 1963
- Generál Dương Văn Minh Diktatura od 2. listopadu 1963 do 30. ledna 1964
- Generál Nguyễn Khánh Diktatura od 30. ledna 1964 do 20. června 1965
- Generál Nguyễn Văn Thiệu od 20. června 1965 do 21. dubna 1975
- Generál Trần Văn Hương od 21. do 28. dubna 1975
- Generál Dương Văn Minh od 28. do 30. dubna 1975

## Seznam prezidentů Vietnamu od roku 1992
| Jméno                       | Od                | Do                | Obrázek |
| --------------------------- | ----------------- | ----------------- | ------- |
| Lê Đức Anh                  | 23. září 1992     | 24. září 1997     |         |
| Trần Đức Lương              | 24. září 1997     | 24. června 2006   |         |
| Nguyễn Minh Triết           | 27. června 2006   | 25. července 2011 |         |
| Trương Tấn Sang             | 25. července 2011 | 31. března 2016   |         |
| Trần Đại Quang              | 2. dubna 2016     | 21. září 2018     |         |
| Nguyễn Phú Trọng            | 23. října 2018    | 5. dubna 2021     |         |
| Nguyễn Xuân Phúc            | 5. dubna 2021     | 18. ledna 2023    |         |
| Võ Thị Ánh Xuân (úřadující) | 18. ledna 2023    | 2. března 2023    |         |
| Võ Văn Thưởng               | 2. března 2023    | 21. března 2024   |         |
| Võ Thị Ánh Xuân (úřadující) | 21. března 2024   | 22. května 2024   |         |
| Tô Lâm                      | 22. května 2024   | 21. října 2024    |         |
| Lương Cường                 | 21. října 2024    | úřadující         |         |